# Reisersche Unruhen
Reisersche Unruhen wird ein Aufbegehren der Lübecker Bürger gegen den Rat der Stadt im Jahre 1599 nach deren Anführer Heinrich Reiser genannt.

## Hintergrund
1598 hatte der schwedische König Sigismund III. Wasa Lübeck als Verbündeten gegen seinen Widersacher im Streit um den schwedischen Thron, Herzog Karl von Södermanland gewonnen. Gegen die Zusage von Geldzahlungen und Privilegien hatte der Lübecker Rat begonnen, unter der Flagge des Herzogs fahrende Handelsschiffe im Lübecker Hafen festzuhalten. Als der Herzog im Kampf um den Thron im Herbst 1598 die Oberhand zu gewinnen begann, ließ er im Gegenzug zahlreiche Lübecker Schiffe konfiszieren, wodurch dem Lübecker Ostseehandel erheblicher Schaden zugefügt wurde. Da sich zudem der Niedersächsische Reichskreis auf die Seite Karls geschlagen hatte, war Lübeck politisch isoliert, was zu weiteren Einbußen führte.
Herzog Karl war bewusst, dass in Lübeck ein schwelender Konflikt zwischen dem Rat und der Bürgerschaft existierte, die sich zunehmend in ihren Interessen ignoriert sah. Um diesen Gegensatz zu seinen Gunsten auszunutzen, wandte er sich am 30. Oktober 1598 mit einem Schreiben an die Bürgerschaft, in dem er fragte, ob die Anordnung zum Festhalten seiner Schiffe überhaupt mit ihrem Wissen und ihrer Billigung erfolgt wäre.

## Verlauf
Das Schreiben sorgte für Empörung unter den Angehörigen der Bürgerschaft, da sie sich durch die außenpolitischen Entscheidungen, die der Rat über ihre Köpfe hinweg getroffen hatte, übergangen und in ihren Rechten verletzt fühlten. Nachdem später noch ein offizieller Drohbrief des Niedersächsischen Reichskreises gegen die Stadt Lübeck ausgestellt worden war, trat die Bürgerschaft in Opposition zum Rat.
Die Bürgerschaft bildete am 11. Oktober 1599 einen Ausschuss zur Klärung des Sachverhalts, angeführt vom Juristen Heinrich Reiser, nach dem die Vorgänge später benannt wurden. In dem fünfzig Mann starken Ausschuss waren nahezu alle Zünfte und Kaufmannskollegien vertreten. Am 28. November überreichte er dem Rat eine ausführliche Beschwerdeschrift, die nicht nur die Auseinandersetzung mit Schweden betraf, sondern auch eine Reihe weitergehender politischer Forderungen enthielt. Die Hauptpunkte waren:
- Beilegung des Konflikts mit Schweden
- Aufnahme längst fälliger wirtschaftlicher Verhandlungen mit Dänemark, Schweden, Russland und England
- Verabschiedung einer Armenordnung
- Reform des Bürgerrechts und Bürgereids.

Daneben wurden unter anderem eine effektivere Organisation der Verteidigungsmaßnahmen und Waffenübungen sowie öffentliche Gerichtsverhandlungen eingefordert.
Der erste Bürgermeister Gotthard V. von Hoeveln vertrat mit dem Bürgermeister Dietrich von Broemse die konservative Position in diesem Streit. Um den Unruhestifter Dr. Reiser nicht zu sehr aufzuwerten, überließ von Hoeveln es seinem zweiten Bürgermeister Alexander Lüneburg, die Verhandlungen zu führen.
Zum größten Streitpunkt zwischen Bürgerschaft und Rat wurde die Reform des Bürgereids. Nach Ansicht des Rates verlangte der Wortlaut Gehorsam gegenüber dem ehrbaren Rat dieser Stadt. Die Bürgerschaft hingegen vertrat die Meinung, dass die Worte Gehorsam gegenüber dem ehrbaren Rat und dieser Stadt forderten, also dem Rat keine alleinige Regierungsgewalt zukam. Bei dem Versuch, den wahren Sachverhalt herauszufinden, wurde festgestellt, dass der Wortlaut des Eides nicht eindeutig geregelt war. Erst nach heftigen, sich über Monate hinziehenden Auseinandersetzungen erklärte Bürgermeister Alexander Lüneburg im Namen des Rates am 28. November 1600, dass fortan die von der Bürgerschaft verlangte Eidesformel verbindlich sei.
Nachdem die schwerwiegendsten Fragen geklärt waren, wurden bis zum 14. Juni 1605 auch alle weiteren Forderungen der Bürgerschaft erfüllt, womit die Reiserschen Unruhen ihr Ende fanden.